# 梅朵美洲蜥蜴属
梅朵美洲蜥蜴属（学名：Medopheos）是美洲蜥蜴科的一属。

## 下属物种
本属包括以下物种：
- Medopheos edracanthus (Bocourt, 1874)